# Hội đồng Dân ủy Liên Xô 1925–1927
Hội đồng Dân ủy Liên xô 1925-1927 hay còn được gọi Hội đồng Dân ủy Đại hội Đại hội Xô Viết Liên Xô khóa III. Hội đồng Dân ủy Liên Xô được Ủy ban Chấp hành Trung ương Đại hội Đại hội Xô Viết Liên Xô phê chuẩn ngày 21/5/1925.
Hội đồng Dân ủy Liên Xô khóa III kết thúc nhiệm kỳ 26/4/1927 khi Ủy ban Chấp hành Trung ương Đại hội Đại hội Xô Viết Liên Xô phê chuẩn Hội đồng Dân ủy khóa mới.

## Thành viên
| Chức vụ          | Trực thuộc                           | Tên                            | Nhiệm kỳ       | Ghi chú khác                                        |
| ---------------- | ------------------------------------ | ------------------------------ | -------------- | --------------------------------------------------- |
| Chủ tịch         | Hội đồng Dân ủy                      | Alexei Rykov (1881-1938)       | 5/1925-4/1927  |                                                     |
| Phó Chủ tịch     | Hội đồng Dân ủy                      | Lev Kamenev (1983-1936)        | 5/1925-1/1926  |                                                     |
| Phó Chủ tịch     | Hội đồng Dân ủy                      | Valerian Kuybyshev (1888-1935) | 1/1926-11/1926 |                                                     |
| Phó Chủ tịch     | Hội đồng Dân ủy                      | Grigol Orjonikidze (1886-1937) | 11/1926-4/1927 |                                                     |
| Phó Chủ tịch     | Hội đồng Dân ủy                      | Jānis Rudzutaks (1887-1938)    | 1/1926-4/1927  |                                                     |
| Phó Chủ tịch     | Hội đồng Dân ủy                      | Alexander Tsiurupa (1870-1928) | 5/1925-4/1927  |                                                     |
| Quản lý Nội vụ   | Hội đồng Dân ủy                      | Nikolai Gorbunov (1892-1938)   | 5/1925-4/1927  |                                                     |
| Ủy viên Nhân dân | Bộ Dân ủy Ngoại giao                 | Georgy Chicherin (1872-1936)   | 5/1925-4/1927  |                                                     |
| Ủy viên Nhân dân | Bộ Dân ủy Quân sự và Hải quân        | Mikhail Frunze (1885-1925)     | 5/1925-10/1925 |                                                     |
| Ủy viên Nhân dân | Bộ Dân ủy Quân sự và Hải quân        | Kliment Voroshilov (1881-1969) | 10/1925-4/1927 |                                                     |
| Ủy viên Nhân dân | Bộ Dân ủy Ngoại thương               | Leonid Krasin (1870-1926)      | 5/1925-11/1925 | sáp nhập thành Bộ Dân ủy Nội thương và Ngoại thương |
| Ủy viên Nhân dân | Bộ Dân ủy Nội thương                 | Aron Sheinman (1885-1944)      | 5/1925-11/1925 | sáp nhập thành Bộ Dân ủy Nội thương và Ngoại thương |
| Ủy viên Nhân dân | Bộ Dân ủy Nội thương và Ngoại thương | Alexander Tsyurupa (1870-1928) | 11/1925-1/1926 | Thành lập tháng 11/1925                             |
| Ủy viên Nhân dân | Bộ Dân ủy Nội thương và Ngoại thương | Lev Kamenev (1983-1936)        | 1/1926-8/1926  |                                                     |
| Ủy viên Nhân dân | Bộ Dân ủy Nội thương và Ngoại thương | Anastas Mikoyan (1895-1978)    | 8/1926-4/1927  |                                                     |
| Ủy viên Nhân dân | Bộ Dân ủy Giao thông vận tải         | Jānis Rudzutaks (1887-1938)    | 5/1925-4/1927  |                                                     |
| Ủy viên Nhân dân | Bộ Dân ủy Bưu chính và điện tín      | Ivan Smirnov (1881-1936)       | 5/1925-4/1927  |                                                     |
| Ủy viên Nhân dân | Hội đồng Kinh tế tối cao             | Felix Dzerzhinsky (1877-1926)  | 5/1925-8/1926  |                                                     |
| Ủy viên Nhân dân | Hội đồng Kinh tế tối cao             | Valerian Kuybyshev (1888-1935) | 8/1926-4/1927  |                                                     |
| Ủy viên Nhân dân | Bộ Dân ủy Lao động                   | Vasily Schmidt (1886–1938)     | 5/1925-4/1927  |                                                     |
| Ủy viên Nhân dân | Bộ Dân ủy Thanh tra Công nông        | Valerian Kuybyshev (1888-1935) | 5/1925-8/1926  |                                                     |
| Ủy viên Nhân dân | Bộ Dân ủy Thanh tra Công nông        | Grigol Orjonikidze (1886-1937) | 8/1926-4/1927  |                                                     |
| Ủy viên Nhân dân | Bộ Dân ủy Tài chính                  | Grigori Sokolnikov (1888-1939) | 5/1925-1/1926  |                                                     |
| Ủy viên Nhân dân | Bộ Dân ủy Tài chính                  | Nikolai Bryuhanov (1878-1938)  | 1/1926-4/1927  |                                                     |